# Ptychosperma schefferi
Ptychosperma schefferi är en enhjärtbladig växtart som beskrevs av Odoardo Beccari och Ugolino Martelli. Ptychosperma schefferi ingår i släktet Ptychosperma och familjen Arecaceae. Inga underarter finns listade i Catalogue of Life.